# エリックを探して
『エリックを探して』（原題: Looking for Eric）は、ケン・ローチ監督による2009年のコメディ・ドラマ映画である。サッカーを扱ったスポーツ映画でもあり、元サッカー選手のエリック・カントナが製作総指揮を務め、さらに出演もしている。

## ストーリー
マンチェスターの郵便配達員エリック・ビショップは、しょぼくれた中年オヤジ。2度の結婚に失敗した彼は7年前に出て行った2度目の妻の連れ子2人を一人で育ててきた。その2人の息子はいまやすっかり問題児。おまけに未だに心から愛しているものの今さら合わせる顔がない最初の妻リリーと再会しなければならなくなり気持ちが沈んでいた。そんな彼の心のアイドルは地元マンチェスターの英雄エリック・カントナ。今日も自室に貼った彼のポスターに向かって愚痴をこぼすエリックだったが、なんと突如どこからともなくカントナ本人が現われた。そして含蓄ある格言で彼を励まし始めるのだったが…。

## キャスト
- エリック・ビショップ: スティーヴ・エヴェッツ（英語版）
- エリック・カントナ: エリック・カントナ
- リリー: ステファニー・ビショップ（フランス語版）
- ライアン: ジェラルド・カーンズ（英語版）
- ミートボール: ジョン・ヘンショウ（英語版）
- ルーシー＝ジョー・ハドソン
- ジャスティン・ムーアハウス
- マシュー・マクナルティ
- ローラ・エインズワース

## 受賞・ノミネート
| 映画祭・賞                   | 部門           | 候補                   | 結果       |
| ---------------------------- | -------------- | ---------------------- | ---------- |
| カンヌ国際映画祭             | パルム・ドール | ケン・ローチ           | ノミネート |
| 英国インディペンデント映画賞 | 助演男優賞     | ジョン・ヘンショウ     | 受賞       |
| ヨーロッパ映画賞             | 男優賞         | スティーヴ・イヴェッツ | ノミネート |
| ヨコハマ・フットボール映画祭 | 最優秀作品賞   | ケン・ローチ           | 受賞       |